# International Bluegrass Music Hall of Fame
De International Bluegrass Music Hall of Fame is een eerbetoon aan artiesten uit het muziekgenre bluegrass en wordt beheerd door het International Bluegrass Music Museum in Owensboro in de Amerikaanse staat Kentucky. De selectie wordt jaarlijks verzorg door de International Bluegrass Music Association, die weliswaar een zusterorganisatie van het museum is, maar de opnames in de hall geheel onafhankelijk uitvoert.
De erelijst is in principe internationaal van opzet, hoewel de artiesten eigenlijk allemaal uit de VS komen. Oorspronkelijk heette het de International Bluegrass Hall of Honor.
Nadat elk jaar nieuwe artiesten zijn geselecteerd voor opname, wordt er ceremonieel een gedenkplaat in het museum geïnstalleerd en een permanente tentoonstelling over de artiesten opgenomen.

## Hall of Fame
| Jaar van opname | Artiest                         |
| --------------- | ------------------------------- |
| 1991            | Bill Monroe                     |
| 1991            | Earl Scruggs                    |
| 1991            | Lester Flatt                    |
| 1992            | The Stanley Brothers            |
| 1992            | Reno and Smiley                 |
| 1993            | Mac Wiseman                     |
| 1993            | Jim & Jesse                     |
| 1994            | Osborne Brothers                |
| 1995            | Jimmy Martin                    |
| 1996            | Pete Kuykendall                 |
| 1996            | The Country Gentlemen           |
| 1997            | Josh Graves                     |
| 1998            | Chubby Wise                     |
| 1998            | Carlton Haney                   |
| 1999            | Kenny Baker                     |
| 2000            | Lance LeRoy                     |
| 2000            | Doc Watson                      |
| 2001            | Carter Family                   |
| 2002            | The Lilly Brothers              |
| 2002            | Don Stover                      |
| 2002            | David Freeman                   |
| 2003            | James Dee Crowe (J.D.)          |
| 2004            | John Ray Seckler (Curly)        |
| 2004            | Bill Vernon                     |
| 2005            | Red Allen                       |
| 2005            | Benny Martin                    |
| 2006            | The Lewis Family                |
| 2006            | Syd Nathan                      |
| 2007            | Howard Watts (Cedric Rainwater) |
| 2007            | Carl Story                      |
| 2008            | Bill Clifton                    |
| 2008            | Charles Wolfe                   |
| 2009            | Lonesome Pine Fiddlers          |
| 2009            | The Dillards                    |
| 2010            | John Hartford                   |
| 2010            | Louise Scruggs                  |
| 2011            | Del McCoury                     |
| 2011            | George Shuffler                 |
| 2012            | Doyle Lawson                    |
| 2012            | Ralph Rinzler                   |
| 2013            | Tony Rice                       |
| 2013            | Paul Warren                     |
| 2014            | Seldom Scene                    |
| 2014            | Neil Rosenberg                  |